# Bilozorîna, Nadvirna
Bilozorîna (în ucraineană Білозорина) este un sat în comuna Pniv din raionul Nadvirna, regiunea Ivano-Frankivsk, Ucraina.

## Demografie
Componența lingvistică a localității Bilozorîna
     Ucraineană (99,88%)
     Alte limbi (0,12%)
Conform recensământului din 2001, majoritatea populației localității Bilozorîna era vorbitoare de ucraineană (99,88%), existând în minoritate și vorbitori de alte limbi.